# Буря в горах Хаконэ
«Буря в горах Хаконэ» (яп. 箱根風雲録: хаконэ фуунроку) — японский чёрно-белый фильм-драма, созданный известными представителями «независимого» японского кино — режиссёрами Сацуо Ямамото и Киёси Кусуда в 1952 году. Экранизация исторического романа писателя Тэру Такакура «Воды Хаконэ» (1951).

## Сюжет
Это произошло триста с лишним лет тому назад, в правление четвёртого сёгуна дома Токугава — Иэцуна, в годы Канмон (1661—1672). Тогда весь район Мисима к западу от Хаконэ из-за отсутствия воды был непригоден для разведения риса. И вот возник смелый план — прорыть туннель для воды под перевалом Кодзири и провести в Хаконэ воду из озера Асиноко. За это трудное дело взялись окрестные крестьяне, вожаком которых стал купец из Эдо Томоно Ёэмон. Тогдашние правители считали, что если простому горожанину и крестьянам удастся своими руками осуществить такую огромную работу, то это подорвёт престиж сёгуната. Поэтому они всячески мешали строительству туннеля и не раз арестовывали Ёэмона. Но крестьяне не сдавались. Через три года туннель был пробит и смелый план орошения района Хаконэ выполнен. За это время происходят самые разнообразные события. Кайтё — настоятель храма Хаконэ, стал помогать крестьянам прокладывать туннель. На большом Хаконэ происходит ожесточённая схватка между знаменитым разбойником Гэмба Гамо и остатками шайки самураев из Симабара. Крестьяне благодарны Ёэмону и поддерживают его, но в день завершения строительства канала он погибает от руки наёмного убийцы, подосланного сёгунатом.

## В ролях
- Тёдзюро Каварасаки — Томоно Ёэмон
- Исудзу Ямада — жена Томоно Ёэмона
- Канъэмон Накамура — Гэмба Гамо
- Кунитаро Каварасаки — Кайтё
- Юкико Тодороки — наложница Гэмба Гамо
- Хатаэ Киси — Мацу
- Кикунодзё Сэгава — Сусуму Минамотоно
- Тёко Иида — Тора

## Премьеры
- — национальная премьера фильма состоялась 14 марта 1952 года[1].

## Награды и номинации
Премия «Голубая лента»
- 3-я церемония награждения (1953)

- Премия лучшей актрисе 1952 года — Исудзу Ямада (за роли в двух фильмах: «Буря в горах Хаконэ» и «Современный человек»).

Кинопремия «Майнити» (1953)
- Премия лучшей актрисе 1952 года — Исудзу Ямада (за роли в двух фильмах: «Буря в горах Хаконэ» и «Современный человек»).

Премия журнала «Кинэма Дзюмпо» (1953)
- Номинация на премию за лучший фильм 1952 года (по результатам голосования 19 место).